# Tahitisalangaan
De Tahitisalangaan (Aerodramus leucophaeus; synoniem: Collocalia leucophaea) is een vogel uit de familie Apodidae (gierzwaluwen).

## Verspreiding en leefgebied
Deze soort is endemisch op Tahiti in Frans-Polynesië.